# Чечерск
Чече́рск (бел. Чачэ́рск) — город в Гомельской области Республики Беларусь. Административный центр Чечерского района.
Город расположен в районе, который был сильно загрязнён радиоактивными осадками, связанными с аварией на Чернобыльской АЭС.
Численность населения — 8 926 человек (на 1 января 2025 года).

## География
Расположен город в 67 км к северу от Гомеля при впадении реки Чечора в реку Сож. В 37 км от железнодорожной станции Буда-Кошелёвская (линия Гомель— Жлобин).
В городе расположено озеро Святое.

## Геральдика
Герб и флаг утверждены решением Чечерского районного Совета депутатов от 21 сентября 2000 года № 30. Зарегистрированы в Гербовом матрикуле Республики Беларусь 21 февраля 2001 года № 50.

## История

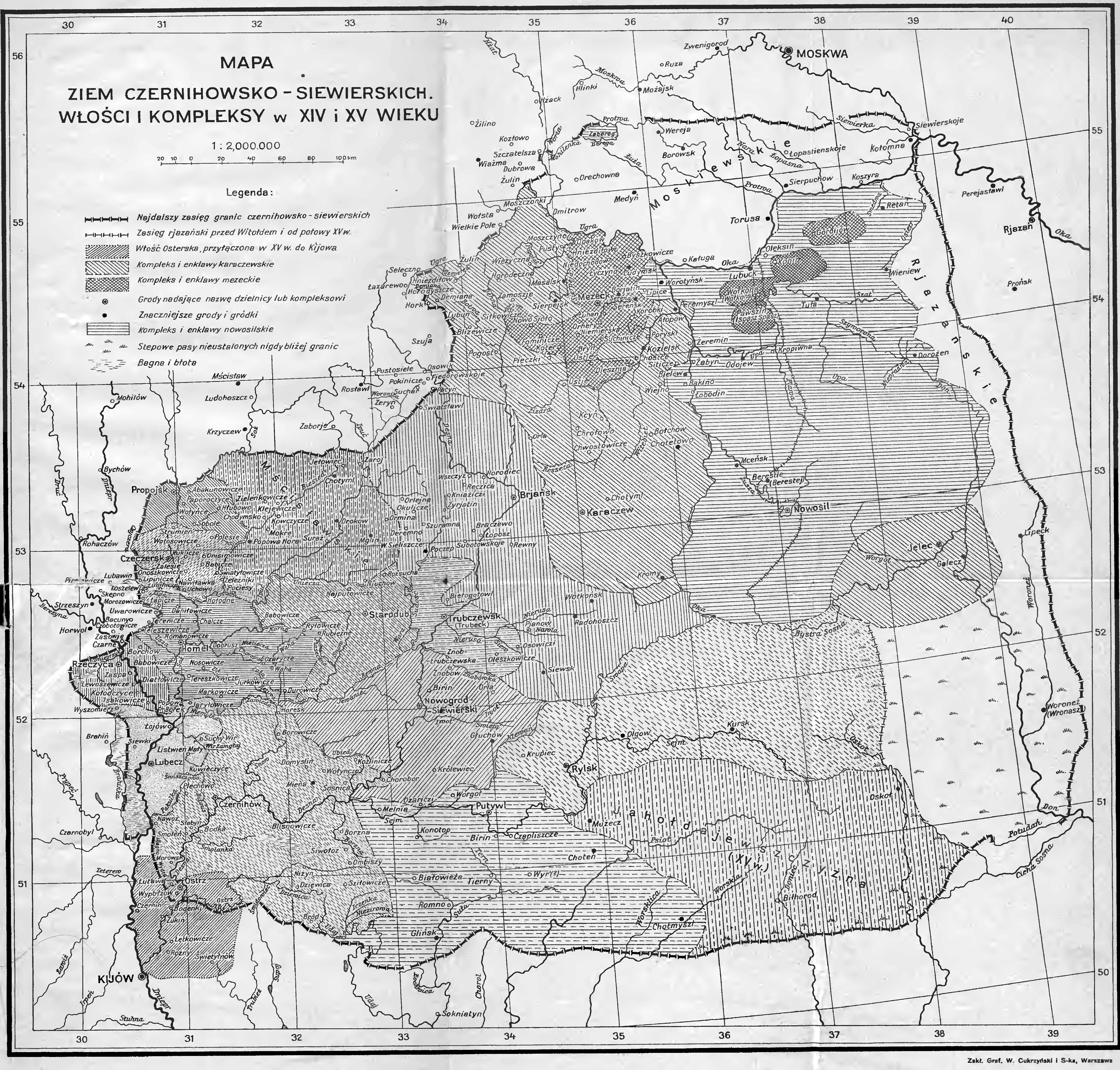
Чечерск на карте Чернигово-Северских земель в XV веке (из книги Стефана Кучинского «Чернигово-Северские земли в составе Литвы», изданной в Варшаве в 1936 году)

Чечерск впервые упоминается как город радимичей в Ипатьевской летописи под 1159 годом, когда киевский князь Изяслав Давыдович вернул его черниговскому князю Святославу Ольговичу. Название города происходит от речки Чечора. Согласно одной из версий название в переводе с финно-угорских языков означает «красивая речная долина». Город располагался на древнем пути из Смоленска в Киев через радимичей.
Чечерск известен по летописям с XII века. В основу города, очевидно, легло древнее городище, из которого выросло поселение с планировочной структурой, свойственной городам XII—XIII веков.
До середины XIV века (когда был присоединен к Литве) находился в составе Черниговского княжества.
В антифеодальную войну 1648—1651 в окрестностях происходили крестьянские восстания. В 1654 году город занимали казацкие войска И. Н. Золотаренко. До 1659 года территория Чечерска в составе гетманских казацких владений в Беларуси.
До 1772 г. местечко Чечерск являлось центром Чечерского староства Речицкого повета Минского воеводства Великого княжества Литовского провинции Речи Посполитой.
После 1-го раздела Речи Посполитой в 1772 году — в составе Российской империи (Рогачёвский уезд Могилёвской губернии). Екатерина II подарила город известному русскому полководцу, генерал-губернатору края З. Г. Чернышёву, после чего город стал стремительно развиваться. Чернышёвым и его наследниками были построены каменные ратуша, три церкви (в том числе сохранившаяся Спасо-Преображенская, 1783) и костёл, основан крепостной театр, стеклозавод, винокурня; город был перестроен в классическом стиле.
С 1919 года в Гомельской губернии РСФСР, с 1926 в составе БССР, центр Чечерского района. 27 сентября 1938 года Чечерск получил статус посёлка городского типа.
20 октября 1995 года административные единицы Чечерский район и город Чечерск, имеющие общий административный центр, объединены в одну административную единицу — Чечерский район.

## Демография
Численность населения — 8 926 человек (на 1 января 2025 года). Численность населения — 8 885 человек (на 1 января 2023 года).
| Численность населения:                                                                          |
| Графики недоступны из-за технических проблем. См. информацию на Фабрикаторе и на mediawiki.org. |

| Год            | 1897 | 1939  | 1959  | 1970  | 1979  | 1989  | 2006  | 2018  | 2020  | 2021  | 2022  | 2023   | 2024 | 2025   |
| -------------- | ---- | ----- | ----- | ----- | ----- | ----- | ----- | ----- | ----- | ----- | ----- | ------ | ---- | ------ |
| Население чел. | 1200 | ▲5138 | ▼2865 | ▲5776 | ▲8303 | ▲9762 | ▼8043 | ▲8445 | ▲8730 | ▲8799 | ▲8821 | ▲8 885 | 8927 | ▼8 926 |

| Национальный состав по переписи населения 2009 года | Национальный состав по переписи населения 2009 года | Национальный состав по переписи населения 2009 года |
| Народ                                               | Численность                                         | %                                                   |
| --------------------------------------------------- | --------------------------------------------------- | --------------------------------------------------- |
| Белорусы                                            | 7408                                                | 92,7 %                                              |
| Русские                                             | 442                                                 | 5,53 %                                              |
| Украинцы                                            | 86                                                  | 1,08 %                                              |
| Армяне                                              | 9                                                   | 0,11 %                                              |
| Молдаване                                           | 7                                                   | 0,09 %                                              |
| Грузины                                             | 4                                                   | 0,05 %                                              |
| Евреи                                               | 4                                                   | 0,05 %                                              |
| Немцы                                               | 4                                                   | 0,05 %                                              |

В 1939 году в Чечерске проживало 3730 белорусов (72,6 %), 977 евреев (19 %), 233 русских (4,5 %), 96 украинцев, 102 представителя других национальностей.
В 2017 году в Чечерске родилось 119 и умерло 92 человека. Коэффициент рождаемости — 14,2 на 1000 человек (средний показатель по району — 13,5, по Гомельской области — 11,3, по Республике Беларусь — 10,8), коэффициент смертности — 11 на 1000 человек (средний показатель по району — 15,8, по Гомельской области — 13, по Республике Беларусь — 12,6).

## Экономика
В Чечерске действуют филиал ОАО «Гомельский винодельческий завод», спецлесхоз, два деревообрабатывающих предприятия, два цеха по пошиву спецодежды.

## Здравоохранение
Учреждение здравоохранения «Чечерская центральная районная больница» является многопрофильным подразделением. В результате проведенной на протяжении ряда предыдущих лет реструктуризации и сокращения в настоящее время коечная мощность составляет 119 коек (на 01.01.2023).

## Культура
- ГУК «Чечерский районный Дом культуры»
- ГУК «Чечерская центральная районная библиотека»
- ГУО «Детская школа искусств г. Чечерска»
- ГУК «Чечерский районный центр ремесел, фольклора и этнографии»
- Историко-этнографический музей[27] .

## Достопримечательности
- «Замковая гора» на городище древнего Чечерска
- Историческая застройка (XIX — нач. XX вв., фрагменты)
- Комплекс бывшего дворца графов Чернышевых-Кругликовых: дворец, парк, хозяйственная постройка, конюшня (нач. XIX в.) —  Историко-культурная ценность Республики Беларусь, шифр 313Г000812
- Чечерская ратуша —  Историко-культурная ценность Республики Беларусь, шифр 311Г000805
- Синагога
- Спасо-Преображенская церковь —  Историко-культурная ценность Республики Беларусь, шифр 311Г000808
- Чечерский винодельческий завод
- Аллея Героев
- Амфитеатр в виде гитары на Набережной
- Аллея «Единство». Высажена 17 сентября 2023 года в День народного единства
- Мурал братьям Лизюковым на здании — Евгению, Александру и Петру (2024)

### Памятник, скульптура
- Памятник В. И. Ленину
- Бюст Графу Захарию Григорьевичу Чернышёву
- Памятник отселённым деревням, пострадавшим от аварии на Чернобыльской АЭС
- Памятник советским воинам и партизанам, павшим в боях за Чечерск (1957). Установлен на «Замковой горе».
- Памятник — модель реактивного самолёта Ту-124Ш
- Памятный знак военным морякам Чечерщины
- Памятный знак сожжённым и уничтоженным населённым пунктам (08.05.2024)

### Жанровая скульптура, арт-объекты
- Композиция — Алые паруса. Установлена около Автостанции

### Утраченное наследие
- Чечерский замок
- Костёл Св. Троицы (1784)
- Церковь Рождения Божьей Матери (1780)
- Церковь Вознесения Господня (1780)

## Галерея

Бровар
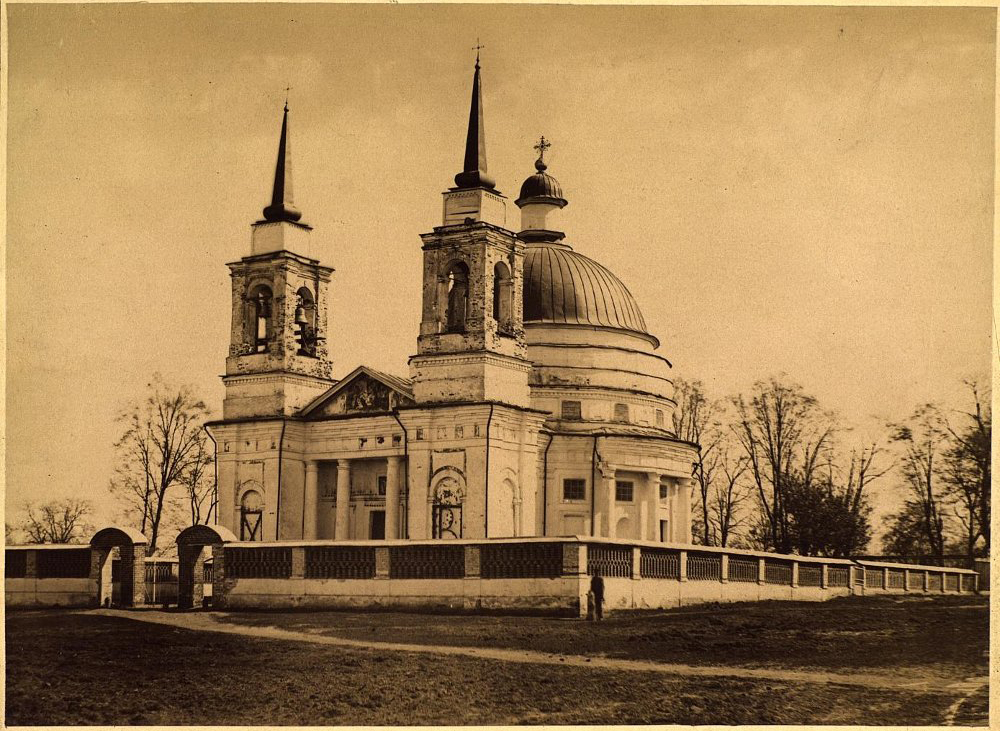
Костёл Найсвятейшей Троицы (1784)

## СМИ
Издаётся газета «Чечерский вестник».